# Tianzhou 2
Das Frachtraumschiff Tianzhou 2 (chinesisch 天舟二号, Pinyin Tiānzhōu Èrhào) startete am 29. Mai 2021 mit einer Trägerrakete vom Typ Langer Marsch 7. Diese Mission war der erste Versorgungsflug zur Chinesischen Raumstation. Neben dem Transport von Verbrauchsgütern und Treibstoff diente der Frachter auch als Massesimulator bei einer Übung mit dem mechanischen Arm der Station. Am 31. März 2022 wurde er über dem Südpazifik kontrolliert zum Absturz gebracht.

## Missionsverlauf

### Start und Anflug
Am 16. Mai 2021 wurde die Trägerrakete vom Typ Langer Marsch 7 mit dem darauf montierten Frachtraumschiff zur Startrampe 201 des Kosmodroms Wenchang auf der Insel Hainan gefahren.
Eigentlich sollte der Start drei Tage später, am 19. Mai 2021 erfolgen. Drei Stunden vor dem geplanten Start meldete die Telemetrie der Rakete jedoch für den Druck in einem Flüssigsauerstoff-Tank ungewöhnliche Werte.
Nachdem ein Fehler in der Triebwerkskammer der Rakete gefunden und behoben worden war, zeigte die Telemetrie bei T−2 h erneut einen zu niedrigen Druck an.
Eine Stunde vor dem Start wurde der Countdown schließlich abgebrochen.
Bei einem erneuten Betankungsversuch 24 Stunden später zeigte sich ein Leck. Bei den Technikern regte sich der Verdacht, dass man es mit einem Eispfropfen zu tun hatte, was sich bei einem dritten Betankungsversuch bestätigte.
Schließlich hob die Rakete am 29. Mai 2021 um 12:55 Uhr UTC vom Kosmodrom ab.
Zehn Minuten nach dem Start war der Zielorbit erreicht und das Raumschiff wurde von der Trägerrakete abgetrennt. Um 13:17 Uhr UTC wurden die Solarmodule entfaltet.
Während Tianzhou 1 im Jahr 2017 für den Flug zum Raumlabor Tiangong 2 fast zwei Tage benötigte, wurde hier eine neue Flugbahn erprobt, die ein Erreichen der Raumstation nach nur acht Stunden ermöglichte. Am 29. Mai 2021 um 21:01 Uhr UTC dockte der Frachter vollautomatisch an der Heckschleuse des am 29. April des Jahres gestarteten Kernmoduls Tianhe der Chinesischen Raumstation an.
Nach diesem erfolgreichen Test wurde die neue Methode ab der am 17. Juni 2021 gestarteten Mission Shenzhou 12 auch für bemannte Raumschiffe verwendet.
Im äußeren Ring der Koppeladapter von Raumstation und Frachter befinden sich Kontakte, über die die Stromversorgung der Raumflugkörper zu einem die gesamte Station mit allen besuchenden Raumschiffen umfassenden 100-V-Netz verbunden wird. Der Frachter kann der Station bis zu 1 kW elektrische Leistung zur Verfügung stellen, die Raumstation ihrerseits dem Frachter bis zu 2 kW. Am 2. Juni 2021 wurden Tianzhou 2 und das Kernmodul Tianhe zusammengeschaltet. Dabei lieferte erstmals in der Geschichte der Raumfahrt ein besuchendes Raumschiff Strom an eine Raumstation.

### Ladung
Tianzhou 2 transportierte 1,95 t Treibmittel (Flüssigtreibstoff und Oxidator) für die chemischen Triebwerke der Station – das Kernmodul besitzt auch noch vier Ionentriebwerke – sowie weitere Ladung mit einem Nettogewicht von 4,69 t, also 6,64 t Fracht.
Mit Verpackungsmaterial ergab das eine Ladung von 6,8 t. Dies war im Vergleich zu Tianzhou 1 eine Kapazitätsvergrößerung von 300 kg, die überwiegend durch Verbesserungen am Servicemodul erreicht wurde – die Startmasse des Frachters betrug weiterhin 13,5 t.
Im 18 m³ Fracht fassenden Laderaum befanden sich Nahrungsmittel, angefeuchtete Handtücher für die Morgentoilette, Ersatzwäsche etc. für eine dreimonatige bemannte Mission: gut 160 Pakete mit insgesamt über 200 Gegenständen, darunter 20 Gasflaschen und mehr als zehn Wasserbeutel. Letzteres diente nicht nur der Aufstockung des von den Raumfahrern benötigten Wassers – Trinkwasser wird zu 95 % aus Abwasser und der Feuchtigkeit in der Atemluft wiedergewonnen – sondern vor allem der Herstellung von Sauerstoff mittels Elektrolyse, wobei die Phasentrennung von Wasser und Gas in der Schwerelosigkeit nicht einfach ist.
Der bei der Elektrolyse anfallende Wasserstoff wird zur Reduktion des durch die Atmung der Raumfahrer entstehenden Kohlenstoffdioxids verwendet. Das dabei entstehende Methan wird als Abgas ins Weltall entlüftet, der Sauerstoff aus dem CO2 reagiert mit dem Wasserstoff zu Wasser und wird dem Kreislauf erneut zugeführt.
Die gesamte Wassernutzungseffizienz der Raumstation beträgt 83 %.

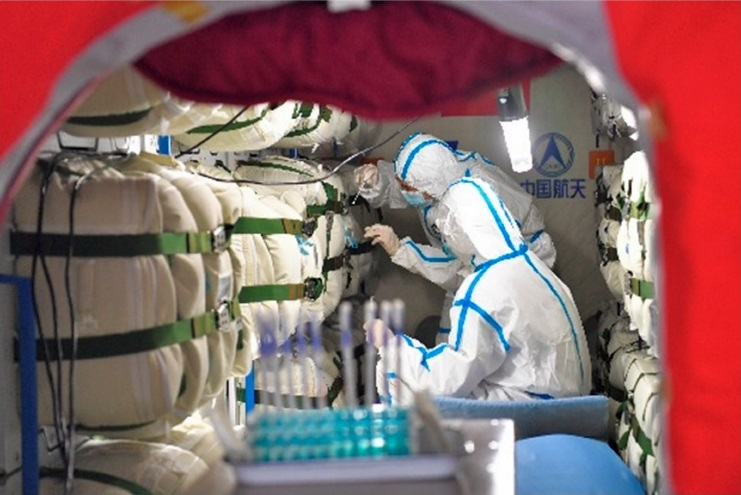
Untersuchung auf Covid-19

Im Frachtraum befanden sich an Backbord und Steuerbord Regale mit insgesamt 40 Fächern, von denen in 32 jeweils ein Standardpaket verstaut war; 8 Fächer wurden für die beiden Raumanzüge (siehe unten) benötigt.
Außerdem waren in den Nadir- und Zenit-Quadranten (an „Boden“ und „Decke“) ebenfalls Standardpakete verstaut. In den Standardpaketen befanden sich mehrere kleinere Pakete, für die drei Größen zur Auswahl standen, die für eine optimale Ausnutzung des Raums wie Bauklötze kombiniert werden konnten. Die Standardpakete waren mit Strichcode-Etiketten gekennzeichnet, die zusätzlich mit RFID-Transpondern ausgestattet waren. So konnten die Raumfahrer ein benötigtes Paket mit ihren Mobiltelefonen oder Tabletcomputern rasch finden.
Das Beladen des Frachters nach einem vorher genau ausgearbeiteten Plan dauerte fünf Tage. Anschließend, am 30. April 2021, wurden sowohl die mitgeführten Güter als auch der Frachter selbst auf Mikroorganismen und toxische Gase überprüft. Die von den Oberflächen genommene Proben wurden mit Polymerase-Kettenreaktions-Tests auch auf SARS-CoV-2 untersucht.
Außerdem brachte der Frachter zwei Feitian-Raumanzüge für Außenbordeinsätze mit. Bei diesen für eine schnelle Identifikation der Raumfahrer mit roten („Außenanzug A“) und blauen Streifen („Außenanzug B“) versehenen Anzügen handelte es sich um eine überarbeitete Version des Feitian-Raumanzugs, den Zhai Zhigang beim ersten Außenbordeinsatz des bemannten Raumfahrtprogramms am 27. September 2008 getragen hatte. Die neuen Anzüge sind mit 130 kg zwar 10 kg schwerer als das Originalmodell, dafür besitzen sie oben im Helm ein zusätzliches Fenster und ermöglichen Außenbordeinsätze von 8 Stunden statt bisher 4. Dazu kommen noch anderthalb Stunden, in denen der Anzug einen sich wenig bewegenden Raumfahrer in einem Notfall am Leben erhalten kann.
Die zertifizierte Lebensdauer der beiden von Tianzhou 2 zur Station gebrachten Anzüge beträgt 3 Jahre. Innerhalb dieser Zeit kann ein Anzug 15-mal verwendet werden.

### Umsetzübung
Nachdem die Besatzung von Shenzhou 12 die Raumstation am 16. September 2021 verlassen hatte und einen Tag später unweit des Kosmodroms Jiuquan gelandet war, koppelte Tianzhou 2 am 18. September 2021 um 02:25 Uhr UTC ab, um die Heckschleuse des Kernmoduls für den nächsten Frachter freizumachen. In einem vierstündigen Manöver umrundete Tianzhou 2 die Raumstation und koppelte an der vorderen Bugschleuse selbsttätig wieder an, dort wo sich bis zum 16. September das Raumschiff Shenzhou 12 befunden hatte.
Am 15. Oktober 2021 traf die Besatzung von Shenzhou 13 auf der Raumstation ein. Bei einer von ihr durchgeführten Übung am 5. Januar 2022 wurde Tianzhou 2 als Massesimulator zum Erproben der Montage der Wissenschaftsmodule benutzt. Der Frachter wurde mit dem mechanischen Arm der Station gepackt. Anschließend wurde um 22:12 Uhr UTC die Verriegelung an der vorderen Schleuse gelöst. In Zusammenarbeit mit dem Raumfahrtkontrollzentrum Peking schob die Besatzung den Frachter, der im Leerzustand eine Masse von 6,7 t besitzt, aber bereits mit Abfällen beladen war, mit dem mechanischen Arm etwas von der Station weg (ein Wissenschaftsmodul wiegt etwa 22 t). Tianzhou 2 wurde um etwa 20° nach Steuerbord geschwenkt, dann wieder zurück, und schließlich um 22:59 Uhr UTC nach 47 Minuten wieder an der Bugschleuse angekoppelt. Hierbei handelte es sich um eine systemübergreifende Übung, am Boden waren sowohl Experten vom Raumstationsystem als auch vom Frachtersystem beteiligt.

### Fernsteuerübung
Am 7. Januar 2022, fand eine weitere Übung statt. Um etwa 21:55 Uhr UTC wurde der Tianzhou 2 von der Bugschleuse abgekoppelt. In ständigem Kontakt mit dem Raumfahrtkontrollzentrum Peking steuerte Ye Guangfu, unterstützt von seinen Kollegen, den Frachter von der Station aus per Funkfernsteuerung zu einer Position 200 m vor der Raumstation. Der Frachter eilte der Station auf ihrer Flugbahn voraus. Nachdem Tianzhou 2 diese Position kurz beibehalten hatte, wurde er auf 19 m an die Station herangeflogen, wo er erneut kurz innehielt, bis ihn die Raumfahrer wieder an der Bugschleuse ankoppelten. Alle Flugmanöver des Frachters wurden mit zwei Joysticks rein manuell gesteuert. Nach zwei Stunden, um 23:55 Uhr UTC, war die Übung beendet.
Prinzipiell ist vorgesehen, dass unbemannte Raumflugkörper automatisch an der Station ankoppeln. Diese Übung diente dazu, im Falle eines Ausfalls der automatischen Systeme eine alternative Möglichkeit für Andockmanöver zu haben.

### Deorbit
In der Chinesischen Raumstation wird Mülltrennung praktiziert: Verpackungsabfall – drei Raumfahrer erzeugen während ihres sechsmonatigen Aufenthalts allein 3000 leergegessene Fertiggericht-Verpackungen – feuchter Abfall, gebrauchtes Toilettenpapier, Altkleidung, wissenschaftlich-medizinischer Abfall.
Die Müllbeutel werden komprimiert, vakuumiert, desinfiziert und fäulnishemmend behandelt, dann in Abfallpakete verpackt, die im ausgeräumten Frachter verstaut und mit diesem am Ende der Mission in der Atmosphäre entsorgt werden. Am 27. März 2022 um 07:59 Uhr UTC wurde Tianzhou 2 endgültig von der Station abgekoppelt. Mit dem restlichen Treibstoff wurde noch ein zweistündiger Schnelldock-Test durchgeführt, wobei der Frachter allerdings nicht mehr an der Station ankoppelte. Am 31. März 2022 um 10:40 Uhr UTC wurde Tianzhou 2 schließlich in die Erdatmosphäre gesteuert. Der größte Teil verglühte, einige Trümmerstücke fielen wie vorausberechnet in den Südpazifik.